# Dům Krásná královna
Dům Krásná královna stojí v centru lázeňské části Karlových Varů v městské památkové zóně na Staré louce č. 335/48. Původní letohrádek U krásné královny byl postaven již v letech 1718–1719.

## Historie
Karlovarský stavitel Johann Georg Knoll zbudoval v letech 1718–1719 letohrádek na nábřeží řeky Teplé zvaném Alte Wiese (Stará louka). Byl postaven podle tehdejší francouzské módy a nazván Zu schöner Königin (U krásné královny). V roce 1748 královský krejčí a výběrčí daní v Karlových Varech Adalbert Kraus nechal budovu přestavět a rozšířit na stávající půdorysnou šířku. Ve své době se jednalo o luxusní ubytovací zařízení ve městě.
Tento nejdražší a nejluxusnější penzion lákal k ubytování urozené šlechtické návštěvníky lázní. Např. v červnu 1768 zde byla i se svou suitou ubytována vévodkyně a regentka ze Saska-Koburg-Meiningen Charlotte Amalie, rozená princezna Hesensko-Philippsthalská. Do Kurlistů se zapsala jako hraběnka Altenstein. V srpnu 1786 tu přebýval sasko-výmarský velkovévoda Karl August se svým dvorem. V průběhu let se zde ubytovali hraběnka Waldstein-Wartenberg, rozená Thun-Hohenstein, generálmajor hrabě Jan Prokop Hartmann z Klarsteinu, komoří Friedrich hrabě Cavriani s dcerou komtesou Rosine Colloredo, Ottokar hrabě Czernin z Vídně a mnozí další.
Počátkem 19. století byl v přízemí obchod s knihami obchodníka Zimmera. V roce 1834 vlastnili dům Josef a Viktorie Lochnerovi. Tehdy byl povolán stavitel Anton Seifert, který dům upravil.
Současná podoba uličního průčelí pochází z přestavby v roce 1862, kdy byl dům navýšen o třetí patro. O přestavbu se zasloužil stavitel Johann Voigt. V roce 1906 byl upraven parter a vložen secesní obchodní portál s medailonem královny Marie Terezie. V letech 1905–1922 patřil hotel i restaurace Krásná královna Wilhemině a Karlu Weisshauptovým, v roce 1924 Wilhelmu Mayerovi, roku 1930 Wilhelmu Manerovi a v letech 1935–1939 Wilhelmu Fischerovi. V přízemí býval obchod převážně s uměleckými předměty a suvenýry. V polovině 20. století byly dvě prostorné místnosti prvního patra vyhrazeny pro výstavní síň.
Po konci druné světové války byla lázeňská sezona v Karlových Varech zahájena 1. května 1946. Do provozu byla uvedena i Krásná královna v přízemí s restaurací Savarin. Po roce 1948 byl dům znárodněn, jeho prvním národním správcem se stal V. Rejzek.
V současné době (červen 2021) je dům evidován jako objekt občanské vybavenosti v majetku společenství vlastníků.

## Ze současnosti

### Nešetrná rekonstrukce 2001
Po sametové revoluci byl dům zprivatizován. Nový majitel nectil historickou hodnotu objektu a při rekonstrukci v roce 2001 nechal odstranit všechny vnitřní konstrukce, včetně barokních trámových stropů a hrázděných příček s unikátní výmalbou, která neměla v Karlových Varech obdoby. Toto vše dal nahradit kýčovými interiéry, které již nemají s barokním domem nic společného. Tím zde zanikla jedna z nejcennějších památek barokní a klasicistní architektury, která bývala též jedním ze symbolů lázeňského města.

### Žádost o zapsání domu jako kulturní památky
Dům patří k nejstarším karlovarským budovám. V polovině devadesátých let 20. století byla na Ministerstvu kultury ČR podána žádost o zapsání Krásné královny jako kulturní památky, katalogové číslo 1000471858. Dům však kulturní památkou prohlášen nebyl. Památkový katalog Národního památkového ústavu uvádí: „Původní stavba – soliterní letohrádek, rozšířen v roce 1848 a upraven roku 1862, byl v roce 2001 zcela zničen, celý historický interiér včetně hrázděných konstrukcí i nástěnných maleb.“

## Popis
Dům patří k nejstarším karlovarským budovám. Nachází se v ulici Stará louka č. 335/48, z jedné strany sousedí s domem Maltézský kříž z roku 1706, z druhé strany je dům Modrá štika.
Jedná se o čtyřpodlažní budovu o sedmi okenních osách, s obytným podkrovím. Pozdně klasicistní styl zde zachovává dělení na jednotlivá patra. Okna mají štukové pasparty a přímé nadokenní římsy, některá jsou doplněna akroteriemi. Okno prvního patra ve střední ose je završeno trojúhelným frontonem. Do parapetních výplní byly vsazeny terakotové kachle s rozvilinami a Odřejskými kříži. Centrální podřímsí korunní římsy je dekorováno obdélnými a čtvercovými vpadlými výplněmi.
Dům býval ukončen balustrádovou atikou zvýrazněnou nad středním rizalitem dekorativními vázami. Současný trojosý vikýř je novodobý, inspirován nerealizovanou variantou přestavby z roku 1862. Konstrukce objektu – uličního průčelí i štítů – bývala od prvního parta hrázděná, uvnitř částečně obezděná. Hrázděné konstrukce bývaly též v interiéru. Byly zde i unikátně dochovány tři vrstvy výmalby – barokní, rokoková a klasicistní s jedinečnými figurálními motivy. Jak shora uvedeno, vše bylo odstraněno v roce 2001.